# Голохвастиха
Голохвастиха — деревня в составе Крутцовского сельсовета Ветлужского района Нижегородской области. Население 0 (2010) человек
Располагается на правом берегу реки Ветлуги.

## Население
| 2002 | 2010 |
| ---- | ---- |
| 2    | ↘0   |

Национальный состав
Согласно результатам переписи 2002 года, в национальной структуре населения русские составляли  100% из 2 человек.